# Shīrū Kandī
Shīrū Kandī (persiska: شيرو كَندی, شیرو کندی, شِرِكَند) är en ort i Iran.   Den ligger i provinsen Västazarbaijan, i den nordvästra delen av landet, 600 km väster om huvudstaden Teheran. Shīrū Kandī ligger 1 411 meter över havet och antalet invånare är 112.
Terrängen runt Shīrū Kandī är huvudsakligen lite bergig. Shīrū Kandī ligger nere i en dal. Runt Shīrū Kandī är det ganska tätbefolkat, med 116 invånare per kvadratkilometer. Närmaste större samhälle är Qāsemlū, 4,6 km nordost om Shīrū Kandī. Trakten runt Shīrū Kandī består i huvudsak av gräsmarker.